# Pohár UEFA 1982/1983
Sezóna 1982/83 Poháru UEFA byla 25. ročníkem tohoto poháru. Vítězem se stal tým RSC Anderlecht. Do ročníku výrazně zasáhl tým Bohemians ČKD Praha, který vypadl až v semifinále.

## První kolo
| Domácí v 1. zápase    | Celkem | Hosté v 1. zápase        | 1. zápas | 2. zápas    |
| --------------------- | ------ | ------------------------ | -------- | ----------- |
| Kaiserslautern        | 6-0    | Trabzonspor              | 3-0      | 3-0         |
| AS Řím                | 4-3    | Ipswich Town FC          | 3-0      | 1-3         |
| AEK Athény FC         | 0-6    | Köln                     | 0-1      | 0-5         |
| AS Saint-Etienne      | 4-1    | Tatabányai Bányász SC    | 4-1      | 0-0         |
| Borussia Dortmund     | 0-2    | Rangers FC               | 0-0      | 0-2         |
| Dundee United FC      | 3-1    | PSV Eindhoven            | 1-1      | 2-0         |
| FC Utrecht            | 0-3    | FC Porto                 | 0-1      | 0-2         |
| Bohemians ČKD Praha   | 7-1    | FC Admira/Wacker         | 5-0      | 2-1         |
| FC Carl Zeiss Jena    | 3-6    | FC Girondins de Bordeaux | 3-1      | 0-5         |
| Dinamo Tbilisi        | 2-2(v) | SSC Neapol               | 2-1      | 0-1         |
| FC Progrès Niedercorn | 0-4    | Servette FC              | 0-1      | 0-3         |
| FK Spartak Moskva     | 8-4    | Arsenal FC               | 3-2      | 5-2         |
| Universitatea Craiova | 3-2    | Fiorentina               | 3-1      | 0-1         |
| Vorwärts Frankfurt    | 3-3(v) | SV Werder Bremen         | 1-3      | 2-0         |
| Ferencvarosi TC       | 3-2    | Athletic Bilbao          | 2-1      | 1-1         |
| Glentoran FC          | 1-4    | Baník Ostrava            | 1-3      | 0-1         |
| Grazer AK             | 1-4    | Corvinul Hunedoara       | 1-1      | 0-3         |
| HFC Haarlem           | 5-4    | KAA Gent                 | 2-1      | 3-3         |
| Fram Reykjavík        | 0-7    | Shamrock Rovers FC       | 0-3      | 0-4         |
| Lyngby Boldklub       | 3-4    | IK Brage                 | 1-2      | 2-2         |
| Manchester United FC  | 1-2    | Valencia                 | 0-0      | 1-2         |
| PAOK FC               | (v)2-2 | FC Sochaux-Montbeliard   | 1-0      | 1-2(prodl.) |
| Pezoporikos Larnaka   | 2-3    | FC Zürich                | 2-2      | 0-1         |
| PFK Slavia Sofia      | 4-6    | FK Sarajevo              | 2-2      | 2-4         |
| RSC Anderlecht        | 6-1    | KPT Kuopio               | 3-0      | 3-1         |
| Sevilla FC            | 6-1    | PFK Levski Sofia         | 3-1      | 3-0         |
| SL Benfica            | 4-2    | Betis Sevilla            | 2-1      | 2-1         |
| Slask Wroclaw         | 3-2    | FK Dynamo Moskva         | 2-2      | 1-0         |
| Southampton FC        | 2-2(v) | IFK Norrköping           | 2-2      | 0-0         |
| Stal Mielec           | 1-1(v) | KSC Lokeren              | 1-1      | 0-0         |
| Viking FK             | (v)3-3 | Lokomotive Leipzig       | 1-0      | 2-3         |
| Zurrieq FC            | 1-8    | HNK Hajduk Split         | 1-4      | 0-4         |

## Druhé kolo
| Domácí v 1. zápase | Celkem    | Hosté v 1. zápase        | 1. zápas | 2. zápas |
| ------------------ | --------- | ------------------------ | -------- | -------- |
| AS Řím             | (pen.)1-1 | IFK Norrköping           | 1-0      | 0-1      |
| AS Saint-Etienne   | 0-4       | Bohemians ČKD Praha      | 0-0      | 0-4      |
| Corvinul Hunedoara | 4-8       | FK Sarajevo              | 4-4      | 0-4      |
| FK Spartak Moskva  | 5-1       | HFC Haarlem              | 2-0      | 3-1      |
| Ferencvarosi TC    | 1-2       | FC Zürich                | 1-1      | 0-1      |
| HNK Hajduk Split   | 4-5       | FC Girondins de Bordeaux | 4-1      | 0-4      |
| SSC Neapol         | 1-4       | Kaiserslautern           | 1-2      | 0-2      |
| PAOK FC            | 2-4       | Sevilla FC               | 2-0      | 0-4      |
| RSC Anderlecht     | 6-3       | FC Porto                 | 4-0      | 2-3      |
| Rangers FC         | 2-6       | 1. FC Köln               | 2-1      | 0-5      |
| Shamrock Rovers FC | 0-5       | Universitatea Craiova    | 0-2      | 0-3      |
| SL Benfica         | 4-1       | KSC Lokeren              | 2-0      | 2-1      |
| Slask Wroclaw      | 1-7       | Servette FC              | 0-2      | 1-5      |
| Valencia           | 1-0       | Baník Ostrava            | 1-0      | 0-0      |
| Viking FK          | 1-3       | Dundee United FC         | 1-3      | 0-0      |
| SV Werder Bremen   | 8-2       | IK Brage                 | 2-0      | 6-2      |

## Třetí kolo
| Domácí v 1. zápase       | Celkem | Hosté v 1. zápase     | 1. zápas | 2. zápas    |
| ------------------------ | ------ | --------------------- | -------- | ----------- |
| 1. FC Köln               | 1-2    | AS Řím                | 1-0      | 0-2         |
| Dundee United FC         | 3-2    | SV Werder Bremen      | 2-1      | 1-1         |
| FC Girondins de Bordeaux | 1-2    | Universitatea Craiova | 1-0      | 0-2(prodl.) |
| FK Spartak Moskva        | 0-2    | Valencia              | 0-0      | 0-2         |
| FC Zürich                | 1-5    | SL Benfica            | 1-1      | 0-4         |
| RSC Anderlecht           | 6-2    | FK Sarajevo           | 6-1      | 0-1         |
| Servette FC              | 3-4    | Bohemians ČKD Praha   | 2-2      | 1-2         |
| Sevilla FC               | 1-4    | Kaiserslautern        | 1-0      | 0-4         |

## Čtvrtfinále
| Domácí v 1. zápase  | Celkem | Hosté v 1. zápase     | 1. zápas | 2. zápas |
| ------------------- | ------ | --------------------- | -------- | -------- |
| Kaiserslautern      | 3-3(v) | Universitatea Craiova | 3-2      | 0-1      |
| AS Řím              | 2-3    | SL Benfica            | 1-2      | 1-1      |
| Bohemians ČKD Praha | 1-0    | Dundee United FC      | 1-0      | 0-0      |
| Valencia            | 2-5    | RSC Anderlecht        | 1-2      | 1-3      |

## Semifinále
| Domácí v 1. zápase  | Celkem | Hosté v 1. zápase     | 1. zápas | 2. zápas |
| ------------------- | ------ | --------------------- | -------- | -------- |
| Bohemians ČKD Praha | 1-4    | RSC Anderlecht        | 0-1      | 1-3      |
| SL Benfica          | (v)1-1 | Universitatea Craiova | 0-0      | 1-1      |

## Finále
| Domácí v 1. zápase | Celkem | Hosté v 1. zápase | 1. zápas | 2. zápas |
| ------------------ | ------ | ----------------- | -------- | -------- |
| RSC Anderlecht     | 2-1    | SL Benfica        | 1-0      | 1-1      |

## Vítěz
| Pohár UEFA 1982/83 RSC Anderlecht Jacky Munaron, Wim Hofkens, Luka Peruzović, Morten Olsen, Michel De Groote, Per Frimann, Ludo Coeck, Franky Vercauteren , Juan Lozano, Erwin Vandenbergh, Kenneth Brylle, Alexandre Czerniatynski Trenér: Paul Van Himst |